# باشگاه فوتبال داک ۱۹۰۴ دونایسکا استردا
اف‌کی داک ۱۹۰۴ دونایسکا استردا (به اسلواکیایی: FK DAC 1904 Dunajská Streda) یک باشگاه فوتبال اسلواکیایی است که در شهر دونایسکا استردا در اسلواکی قرار دارد. هم‌اکنون مالک این باشگاه، یک اسلواک به نام اوسکار ویلاگی است. پیشتر، مالک این باشگاه، باشگاه فوتبال عقاب بود. برخی رسانه‌های ایرانی این باشگاه را دی‌استرادا می‌نامند.

## بازیکنان کنونی
(فصل ۲۰۱۳ - ۲۰۱۲)
| شماره |  | نقش | بازیکن |
| ----- |  | --- | ------ |

## بازیکنان پیشین
- فرزاد آشوبی[۲][۴] (از عقاب)
- بهزاد ربیعی (از باشگاه شهاب زنجان)
- محسن فرجی[۲] (از عقاب)
- جواد رزاقی[۳] (از عقاب)
- محمد پروین[۵] (از سایپا)
- ماته دراگه‌چوویچ (از پرسپولیس)
- روبرت ساها (از شاهین پارس جنوبی)
- لئونارد کوئیکه (از استیل‌آذین)
- مارتین اشیل آبه‌نا (از پگاه گیلان)
- بوندوآ آدیبا (از استیل‌آذین)
- ژاکوس الونگ الونگ (از سپاهان)
- گیلومه کندو (بازیکن پیشین پیکان)

## مربیان

### مربیان پیشین
- زلاتکو کرانچار[۱]
- ورنر لورانت[۵]
- رابرت فلوگ[۲]